# 施餓鬼

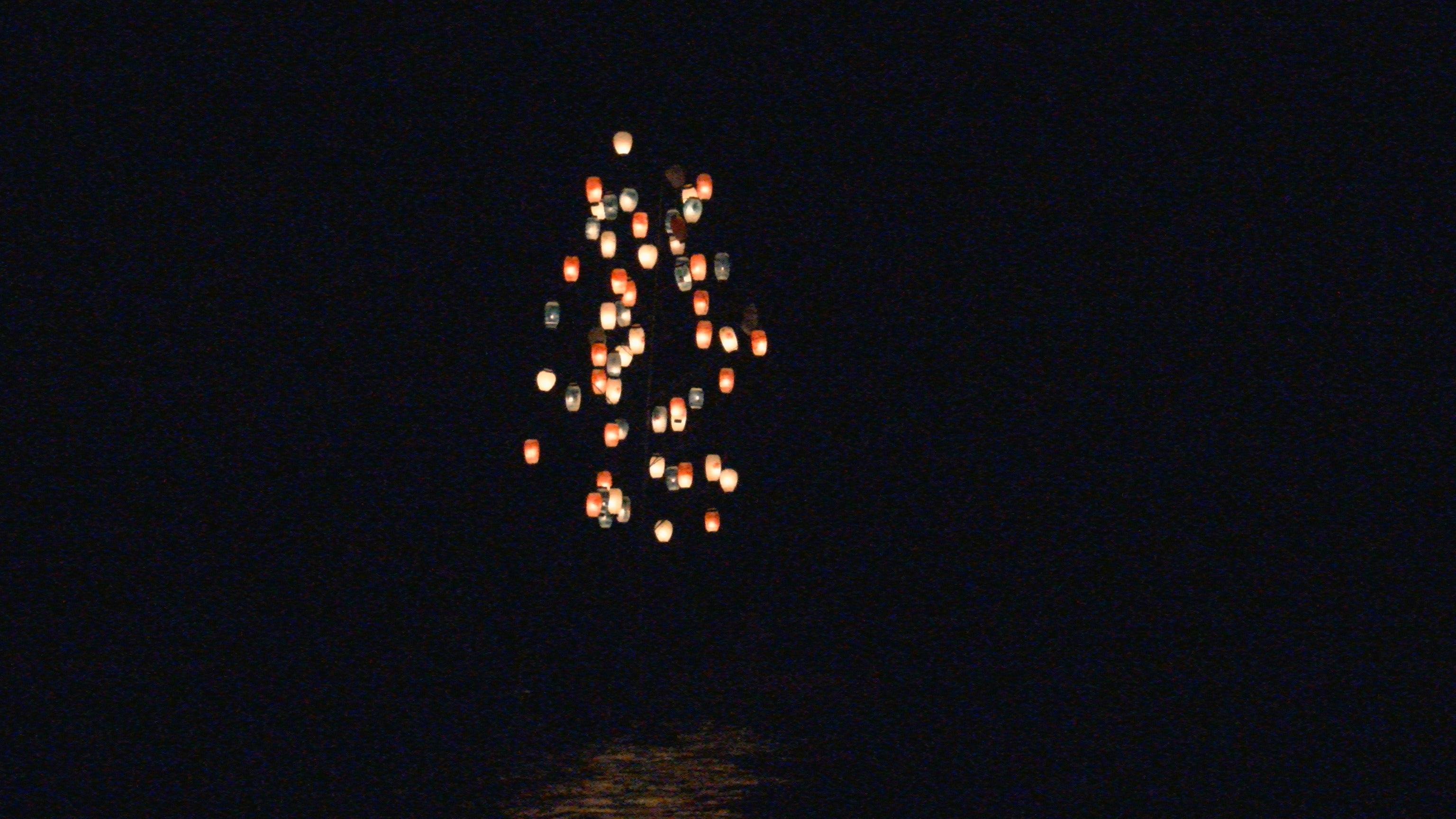
施餓鬼舟（高知県大豊町）

施餓鬼（せがき）とは、仏教における法会の名称である。または、施餓鬼会（せがきえ）の略称。
中国で、この法会が始まり、日本へ伝わった。

## 概説
餓鬼道で苦しむ衆生に食事を施して供養することで、またそのような法会を指す。広く一切の諸精霊に対して修される（特定の先祖への供養ではなく）。施餓鬼は特定の月日に行う行事ではなく、僧院では毎日修されることもある。
日本では先祖への追善として、盂蘭盆会に合わせて行われることが多い。すなわち盆には祖霊以外にもいわゆる無縁仏や供養されない精霊も訪れる。したがって戸外に精霊棚（施餓鬼棚）を儲けてそれらに施す習俗がある。御霊信仰に通じるものがある。
中世以降は戦乱や災害、飢饉等で非業の死を遂げた死者供養として盛大に行われるようにもなった。
水死人の霊を弔うために川岸や舟の上で行う施餓鬼供養は「川施餓鬼」といい、夏の時期に川で行なわれる。

## 由来
不空訳『救抜焔口陀羅尼経』に依るものである。釈迦仏の十大弟子で多聞第一と称される阿難尊者が、静かな場所で坐禅瞑想していると、焔口（えんく）という餓鬼が現れた。痩せ衰えて喉は細く口から火を吐き、髪は乱れ目は奥で光る醜い餓鬼であった。その餓鬼が阿難に向かって『お前は三日後に死んで、私のように醜い餓鬼に生まれ変わるだろう』と言った。驚いた阿難が、どうしたらその苦難を逃れられるかと餓鬼に問うた。餓鬼は『それにはわれら餓鬼道にいる苦の衆生、あらゆる困苦の衆生に対して飲食を施し、仏・法・僧の三宝を供養すれば、汝の寿命はのび、我も又苦難を脱することができるだろう』と言った。しかしそのような金銭がない阿難は、釈迦仏に助けを求めた。すると釈迦仏は『観世音菩薩の秘呪がある。一器の食物を供え、この『加持飲食陀羅尼」』（かじおんじきだらに）を唱えて加持すれば、その食べ物は無量の食物となり、一切の餓鬼は充分に空腹を満たされ、無量無数の苦難を救い、施主は寿命が延長し、その功徳により仏道を証得することができる』と言われた。阿難が早速その通りにすると、阿難の生命は延びて救われた。これが施餓鬼の起源とされる。
一方で目連「盂蘭盆経」による釈迦仏の十大弟子で神通第一と称される目連尊者が、神通力により亡き母の行方を探すと、餓鬼道に落ち、肉は痩せ衰え骨ばかりで地獄のような苦しみを得ていた。目連は神通力で母を供養しようとしたが食べ物はおろか、水も燃えてしまい飲食できない。目連尊者は釈迦に何とか母を救う手だてがないかたずねた。すると釈迦は『お前の母の罪はとても重い。生前は人に施さず自分勝手だったので餓鬼道に落ちた』として、『多くの僧が九十日間の雨季の修行を終える七月十五日に、ご馳走を用意して経を読誦し、心から供養しなさい。』と言った。目連が早速その通りにすると、目連の母親は餓鬼の苦しみから救われた。これが盂蘭盆の起源とされる（ただしこの経典は後世、中国において創作された偽経であるという説が有力である）。
日本では、この2つの話が混同され、鎌倉時代から多くの寺院において盂蘭盆の時期に施餓鬼が行われるようになったといわれる。

## 施餓鬼法
不空訳『救抜焔口陀羅尼経』に基づく修法で、池の畔、樹木の下などの静かな場所で東方に向かい3尺以下の壇を設けて修する。陀羅尼と五如来（宝勝・妙色身・甘露王・広博身・離怖畏）の名号念誦の加持力によって、餓鬼の罪障を滅し、飢渇を除き、天人道や浄土へと往生させる。
なお餓鬼は夜間に活動するとされるので、日没以降に行う。また吉祥木である桃・柳・石榴の側では行わない。本堂内陣では行わない。灯明をともさない。香華を供えない。鐘を鳴らさない。数珠を摺らない。声高に真言を唱えない。作法終了後は直ちに後ろを向いて振り返らないなど独特の禁忌のある作法を本義とする。これらの決まりは餓鬼が吉祥木や灯明、香華、鐘や数珠の音、大声や人の視線を嫌うことに由来する。
このような施餓鬼法は密教系の修行道場では、行者の修行が円満に成就するようにと毎夜行われる。
ただし中世以降は盂蘭盆行事等と習合したことで施餓鬼は日中に盛大に行われるようになり、上記のような禁忌のない作法が行われるようになる。このような法会には餓鬼は直接列することができないので、供養した食物は本義に従って水中や山野に投じて餓鬼等に施すのを常とする。
施餓鬼は多大な功徳があるとして、その功徳を先祖へと回向する追善として行われるようになり、これらから盂蘭盆行事となっているが、両者は混同してはならないとされる。

## 関連文献
- CiNii>施餓鬼
- INBUDS>施餓鬼

『密教大辞典』（宝蔵館）
『仏教辞典』（岩波書店）